# Hypognatha maria
Hypognatha maria är en spindelart som beskrevs av Levi 1996. Hypognatha maria ingår i släktet Hypognatha och familjen hjulspindlar.
Artens utbredningsområde är Peru. Inga underarter finns listade i Catalogue of Life.